# Isoperla baumanni
Isoperla baumanni is een steenvlieg uit de familie Perlodidae. De wetenschappelijke naam van de soort is voor het eerst geldig gepubliceerd in 1984 door Szczytko & Stewart.